# في غيابة الحب

## في غيابة الحب
في غيابة الحب ديوان شعري للكاتب مختار سيد صالح حائز على جائزة الشارقة للإبداع العربي الدورة 15 وصادر عن دائرة الثقافة و الإعلام في الشارقة لعام 2012.
الديوان يحتوي على 111 صفحة، واهتمت قصائد الديوان بالبعد الوجداني والإنساني، وبحثت في هموم الذات المعناة بمشاكل اليومي، وكذلك مشاكل التعالق مع الآخر، وما يتولد عن ذلك من عذابات الفراق والاقتراب، ويلاحظ أن بعض القصائد تتناص مع بعض مشاهد من التراث الإنساني، وقد عمد الشاعر إلى وضع هوامش لشرح بعض أسباب الصور، أو الحوادث، وهذا ما يعني حصر التأويل للمتلقي.